# Tawny Moyer
Tawny Moyer née le 30 mars 1957 à San Diego, Californie, est une actrice américaine.

## Filmographie

### Cinéma
- 1978 : California Hôtel (California Suite) de Herbert Ross : Hôtesse de l’air
- 1981 : Looker de Michael Crichton : Warrior Housewife
- 1981 : Halloween 2 de Rick Rosenthal : Jill
- 1986 : Un sacré bordel ! (A Fine Mess) de Blake Edwards : Leading Lady
- 1987 : House of the Rising Sun de Greg Gold : Corey
- 2001 : Merci, mon Dieu! (Thank Heaven) de John Mallory Asher : Reporter #2

### Télévision

#### Séries télévisées
- 1979 : Barnaby Jones : Lynette Atkinson
- 1983 : Just Our Luck (en) :
- 1984 : Rick Hunter (Hunter) : Cathy O'Neil
- 1984 : Le Juge et le Pilote (Hardcastle and McCormick) : Leonore
- 1984 : L'Agence tous risques (The A-Team) : Patty
- 1985 : K 2000 (Knight Rider) : Allie Raymond
- 1986 : The Paper Chase (en) :
- 1998 : Une nounou d'enfer (The Nanny) : Nurse
- 1998 : Sports Night : Libby
- 2000 : Le Drew Carey Show (The Drew Carey Show) : L'agent immobilier

#### Téléfilms
- 1984 : Welcome to the Fun Zone de Paul Miller : Host
- 1994 : Attack of the 5 Ft. 2 In. Women (en) de Julie Brown et Richard Wenk : (voix)